# Rugby Riviera 1975 (femminile)
Il Rugby Riviera 1975 ASD o più semplicemente Riviera (anche Riviera del Brenta) è un club italiano di rugby a 15 femminile di Mira.
Fondato nel 1995 come sezione femminile dell'allora Mira, la sua storia societaria segue in gran parte quella del club maschile e, dal punto di vista sportivo, è tra le società più titolate d'Italia, vantando la vittoria in sei campionati femminili e il secondo miglior palmarès nazionale dopo quello delle Red Panthers, sezione femminile del Benetton.
Al 2022 milita in serie A, la seconda divisione del rugby nazionale.

## Storia
Il club nacque nel 1975 e per vent'anni svolse solo attività maschile.

Nel 1995 si formò una sezione femminile, il Riviera del Brenta, che a fine decennio si iscrisse al campionato di serie A.
La squadra si impose quasi subito come una delle più competitive del rugby femminile italiano: già nel 2003 si presentò alla finale tentando di interrompere il dominio ininterrotto delle Red Panthers, all'epoca undici volte consecutive campionesse d'Italia; la prima sfida-scudetto fu una sconfitta 3-47, ma già l'anno successivo giunse la prima affermazione con la vittoria in finale per 10-8.
Fu la seconda di 11 finali consecutive contro le trevigiane, nel corso della quale le giocatrici del Riviera prevalsero in altre cinque occasioni (nel 2005, 2007, 2010 e due volte consecutive ancora nel 2012 e 2013; per un'ulteriore dodicesima volta consecutiva il Riviera fu in finale nel 2014 ma contro il Monza, che si aggiudicò l'incontro portando per la prima volta lo scudetto femminile fuori dal Veneto.
Dal 2015 è di nuovo accorpata con il Rugby Riviera 1975.
Il club ha dato all'Italia femminile diverse giocatrici, tra le quali tra le più importanti figurano la trevigiana Veronica Schiavon, internazionale fino al 2017 e autrice di 383 punti, che ne fanno la migliore marcatrice della nazionale, e sua sorella Valentina; una giovane Valentina Ruzza da Padova, che fu campionessa nel 2010 prima di trasferirsi al Valsugana nella sua città natale, e altre atlete di rilievo.

## Cronistoria
| Cronistoria del Rugby Riviera 1975 ASD |
| --- |
| - 1995 · Nascita della sezione femminile del Rugby Mira - 1998 · Iscrizione al campionato nazionale come Rugby Riviera del Brenta - 1998-99 · 5º gruppo 1 serie A - 1999-2000 · gruppo 1 serie A - 2000-01 · 4º gruppo 1 serie A - 2001-02 · 3º gruppo 1 serie A - 2002-03 · 2º girone A serie A Sconfitta finale scudetto - 2003-04 · 2º girone A serie A Campione d'Italia (1º titolo) - 2004-05 · 1º girone B serie A Campione d'Italia (2º titolo) - 2005-06 · 1º girone B serie A Sconfitta finale scudetto - 2006-07 · 2º girone B serie A Campione d'Italia (3º titolo) - 2007-08 · 3º serie A Sconfitta finale scudetto - 2008-09 · 2º serie A Sconfitta finale scudetto - 2009-10 · 1º girone Élite serie A Campione d'Italia (4º titolo) - 2010-11 · 3º girone 1 serie A Sconfitta finale scudetto - 2011-12 · 3º girone 1 serie A Campione d'Italia (5º titolo) - 2012-13 · 1º girone Élite serie A Campione d'Italia (6º titolo) - 2013-14 · 1º girone Nord serie A Sconfitta finale scudetto - 2014-15 · 4º girone Nord serie A - 2015 · Riaccorpamento societario con il Rugby Riviera 1975 ASD - 2015-16 · 4º girone 1 serie A - 2016-17 · 4º girone 1 serie A - 2017-18 · 7º girone 1 serie A - 2018-19 · 9º girone 1 serie A - 2019-20 · n/a - 2020-21 · n/a - 2021-22 · 1º girone 3 serie A Sconfitta 1º turno di barrage - 2022 · Assegnazione alla nuova serie A dopo l'istituzione del campionato di Eccellenza - 2022-23 · 4º girone B serie A - 2023-24 · 3º girone 1 serie A - 2024-25 · 1º girone 2 serie A Sconfitta semifinale promozione |

## Palmarès
- Campionati italiani: 6
2003-04, 2004-05, 2006-07, 2009-10, 2011-12, 2012-13